# 密毛魔芋
密毛魔芋（學名：Amorphophallus hirtus）又名密毛蒟蒻，为天南星科蒟蒻属下的一个种。臺灣特有植物，分布在台灣本島。

## 扩展阅读
- 維基物種上的相關：密毛魔芋